# Cydnus Rupēs
Le Cydnus Rupes sono una struttura geologica della superficie di Marte.